# Metischnogaster cilipennis
Metischnogaster cilipennis är en getingart som först beskrevs av Smith 1857.  Metischnogaster cilipennis ingår i släktet Metischnogaster och familjen getingar. Inga underarter finns listade i Catalogue of Life.